# حواديت الناس
حواديت الناس هو برنامج تلفزيوني تقدمه يمنى بدراوي تستضيف فيه النجوم والفنانين، بالإضافة إلى دعم قصص النجاح الملهمة بدأ عرض البرنامج في عام 2024 على قناة الشمس وحظى بمتابعة واسعة من المتابعين.
بدأت بحلقة للفنانة حورية فرغلي وتوالت الضيوف منهم ياسر علي ماهر وفريدة سيف النصر و سلوى عثمان و محمد نجاتي و دنيا المصري والناقد الكبير طارق الشناوي والفنان وائل الفشني وصاحبة اكس فاكتور حنين الشاطر وغيرهم الكثير.

## ضيوف برنامج حواديت الناس
- حورية فرغلي.
- ياسر علي ماهر.
- طارق الشناوي.
- حنين الشاطر.
- منه الزهيري.
- وائل الفشني.
- فريدة سيف النصر.
- سلوى عثمان.
- محمد نجاتي.
- دنيا المصري.
- تامر كروان.
- مجد القاسم.
- دوللي شاهين.
- خالد سرحان.
- محمد علي رزق.
- شاهيناز.
- إيساف.
- ليلى عز العرب.
- أحمد عبد الله محمود.
- أحمد سلامة.
- عايدة رياض.
- صفاء جلال.